# Kostel svatého Cyrila a Metoděje (Ohnišov)
Kostel svatého Cyrila a Metoděje je římskokatolický filiální kostel v Ohnišově. Patří pod farnost Bystré v Orlických horách.

## Historie
Kostel byl postaven v roce 1895 v novogotickém slohu z finančních prostředků věřících a je v majetku obce.

## Bohoslužby
Bohoslužby se konají třetí neděli v měsíci v 11.00.